# Fixeur
Un fixeur (francisation du substantif anglais fixer, de to fix, « arranger »), ou accompagnateur, est une personne faisant office à la fois d'interprète, de guide, d'éclaireur et d'aide de camp, facilitant toujours la pénétration dans une région étrangère et l'approche de ses populations, et cela dans des contextes extrêmement variés. Il peut remplir sa mission dans des régions parfaitement en paix, mais où les coutumes sont non familières, ou au contraire dans des situations bien plus  tendues (crise politique, sociale, humanitaire),  voire très dangereuses (lors d'un conflit armé de haute ou basse intensité). Le fixeur accompagne presque systématiquement le travail de journalistes ou de réalisateurs, mais aussi parfois de militaires et de diplomates.

## Rôle
Le terme fixeur est apparu dans un contexte journalistique dans les années 1970 au moment de la guerre du Viêt Nam. Il est devenu courant pendant les guerres en Afghanistan et en Irak.
La profession n’est pas un métier normalisé, elle s'apparente plus à une activité secondaire, elle n’a pas de formation et n'est régie par aucun cadre juridique, elle est de ce fait assez difficile à définir. La pratique de cette activité varie en fonction des difficultés de la zone de reportage et des personnalités à aborder. Le fixeur est considéré comme un « homme ou une femme à tout faire », « primordial » : il doit bien connaitre le milieu dans lequel évoluer, et il est choisi parfois pour son « carnet d'adresses », il facilite les choses sur les plans relationnel (comme interprète, guide, aide de camp, psychologue), logistique (comme éclaireur, chauffeur, agent de sécurité) et administratif (obtention d'autorisations, vigilance sur le droit à l'image),,, voir financier (dans la réalisation des estimations des budgets de tournage et de la maitrise des coûts). Son rôle peut donc s'étendre à la pré-production dans la phase d'écriture d'un documentaire ou d'un reportage, et de production exécutive lors du tournage. Il peut également amener les sujets à traiter, ou surveiller les réseaux sociaux. Le fixeur peut être de n'importe quelle origine sociale ou professionnelle, le plus fréquemment d'ailleurs éloignée du journalisme : le métier est souvent improvisé.
On parle souvent de lui dans les médias dès lors qu'il intervient dans une zone de conflit, sinon il reste invisible. Le terme moderne fixer est issu du journalisme, employé par les correspondants de presse à l'étranger et les reporters de guerre. Mais le fixeur est effacé en tant que personne : c'est une interface, un dispositif. Chacune de ses fonctions est essentielle pour la survie du commanditaire. Sa position est aussi ancienne que le besoin de communication et la pluralité des langues. Selon Zrinka Stahuljak, si le terme est moderne, l'activité se retrouve au Moyen Âge : les croisés, comme aujourd'hui les armées occidentales, devaient passer par des « fixeurs » pour réussir leur mission de conquête ou de colonisation. Un exemple féminin éloquent est la Malinche, qui a joué un rôle clef dans la conquête du Mexique par Hernán Cortés. Les modalités de l'intervention peuvent varier selon le contexte et l'époque, mais, en général, les clients cachent les interventions de leurs fixeurs pour mieux montrer leur propre valeur, et faire croire que leur mission a été réussie par eux-mêmes, sans intermédiaires.
Le fixeur peut travailler pour un journaliste, une société de production audiovisuelle, une armée ou un diplomate,. Sa connaissance du terrain et des administrations locales fait de lui un intermédiaire indispensable auprès de la population et des autorités. Les fixeurs expérimentés restent « rares et disputés ».
Luc Mathieu, grand reporter français, explique que pour trouver un fixeur il téléphone à des gens qu'il connait sur place, leur demander si une personne ne pourrait pas l'aider, ou si une personne ne pourrait pas connaitre une autre personne… et ainsi de suite, par réseau. Un bon fixeur est un rôle que le journaliste sait rarement définir à l'avance, il se révèle sur le terrain. Souvent, le journaliste part sur place alors qu'il n'a jamais eu qu'un contact téléphonique avec son futur soutien. Si ce soutien le lâche, il doit en trouver un autre. Sur place il y a beaucoup d'entraide entre journalistes, et cela les aide pour trouver des fixeuses, par exemple.
Depuis les années 2010, il existe des réseaux de fixeurs pour faciliter le travail des journalistes, tel Brama Production depuis 2014 qui réunit des fixeurs spécifiquement francophones, ou Emerge Film Solutions, base de données anglophones de solutions audiovisuelles génériques. Des groupes Facebook, comme I need a fixer, se sont également crées depuis 2018 de manière organique, réunissant aujourd'hui des milliers de membres, devenant un forum de recherche spontanée de fixeurs à un niveau mondial, avec une allure un peu chaotique. 
L'attitude des belligérants occidentaux à l'égard des fixeurs à l'occasion de la guerre d'Afghanistan (2001-2021), et particulièrement celle de la France, permet de mieux comprendre les difficultés de rapport entre les États, ou les organisations, et ces personnes. Alors que la France, au départ, n'acceptait de les protéger que selon des critères léonins[Lesquels ?], la justice française a imposé qu'ils soient considérés plus largement au titre de la protection fonctionnelle (voir Fonction publique française) ; cela a effectivement amélioré leur protection, mais ça n'était que reconnaitre leur fonction, non leur personne. Cette difficulté de reconnaitre et de décrire leur existence est partagée par tous les pays de l'Otan. Des organisations d'aide, comme l'Association internationale des interprètes de conférence (AIIC) ou Red T, voudraient donner aux interprètes au sein des guerres un statut équivalent à celui des journalistes ou des humanitaires, mais cela imposerait que les fixeurs qui voudraient bénéficier de ce statut restent civils ; mais certains interprètes au service de la France en Afghanistan portaient des armes et les ont effectivement utilisées pour se défendre. Le travail du fixeur ne se limite pas à la traduction : on leur demande de déployer leur capacité à être opérationnels sur le terrain selon leurs connaissances, mettant en danger leur statut international. Il en vient une possible définition du fixeur : « interprète dans le monde », car il ou elle agit et non reste neutre comme dans une salle de conférence internationale.

## Conditions de travail
Dans un contexte de guerre, ses activités peuvent être extrêmement risquées et mener à l'exil, à la prison, ou pire, à la torture et à la mort,,,. Par son rôle, un fixeur peut devenir la cible des belligérants qui peuvent le considérer comme un traître, un espion, un saboteur. Dans un contexte de paix, son influence sur le tournage même s'il peut être parfois très importante, reste généralement invisible. Il arrive parfois que des sociétés de production sans scrupules ne les citent même pas dans les génériques de leurs films.
Il s'agit souvent d'une activité de l’ombre, sans assurance, ni rémunération fixe. L'activité repose plus sur un contrat moral, sans lien de subordination, que sur un véritable contrat de travail. Pour les équipes importantes de journalistes sur les conflits armés (surtout les chaînes nationales), le budget des fixeurs et chauffeurs peut atteindre un millier d'euros par jour. Dans un contexte normal, sa rémunération par jour plein se situe entre cent à 600 cent cinquante euros par jour (en fonction des pays et des missions), et il est également intégralement « nourri, blanchi, logé », lors de ses missions. Il ne touche par contre aucune rémunération lors de la rediffusion ou revente de documentaires ou reportages auquel il a contribué, contrairement aux autres membres de l'équipe de tournage, comme les cadreurs, preneurs de sons, réalisateurs, qui eux, ont leurs droits protégés par la Société civile des auteurs multimédia (SCAM). Trop dispersés de par le monde, et représentant une activité parfois secondaire, c'est un secteur professionnel qui peine à se structurer. Aucune organisation internationale du travail ne semble avoir porté d'intérêts jusqu'à présent à répertorier cette activité comme un métier, même si elle est perçue comme primordiale et parfois de haute compétence humaine et technique, et qu'elle n'a jamais cessé de participer à la mondialisation des échanges. Seul Reporters sans frontières en France, semble se charger depuis 2017, à répertorier et recenser ces « acteurs de l'information ». C'est donc une activité qui semble se situer dans une zone d'ombre du droit international.
Selon les opinions de Zrinka Stahuljak, en recrutant un fixeur ou une fixeuse pour travailler dans une zone à haut risque, un employeur, pour se protéger, le soumet tacitement au devoir de donner sa vie, ou plutôt, suivant les conceptions de Jacques Derrida au sujet du don (acte), au devoir de donner sa mort. Ce serait un don absolu, comme peut y ressembler le don contraignant. Mais, l'employé survivant au contrat en général, l'économie, la responsabilité envers les autres, la relation humaine, reprennent leurs droits, dans un processus similaire à celui qui découle de la ligature d'Isaac : la conscience du don redonne ce qui a été donné de plus précieux. Le fixeur, la fixeuse, par sa survie, force le don à rejoindre l'économie. Cet enjeu économique transforme le don de la mort en un don de la vie. La demande, en blanc, du client envers le fixeur, impose à toutes les parties honneur et confiance ; toute armée, toute investigation journalistique, pour fonctionner, s'appuie sur l'honneur et la confiance, et donc sur une forme de réciprocité dans la vie. Sinon, il est impossible pour une armée de protéger des intérêts nationaux, impossible pour une journaliste de relater de façon fidèle le déroulement des événements. Les Occidentaux sont très ambivalents sur cette réciprocité dans la vie. Ils préfèrent affirmer qu'ils ont accès à la victoire ou à la réalité objective sans intermédiaires, de leur propre intégrité. Dans leurs activités, ils affirment avoir un lien direct au pouvoir et à la vérité, sans intermédiaires. Par là, la nécessité vitale du fixeur remet en cause l'intégrité des États occidentaux. L'État-nation est construit sur l'idée qu'il n'a pas besoin d'intermédiaire, qu'il est complet par lui-même, et ne peut longtemps supporter l'idée qu'il aurait une dette de vie auprès d'un individu particulier.
Depuis l'époque médiévale, s'appuyant sur l'adage Traduttore, traditore (Traduire c'est trahir), les sociétés occidentales soupçonnent les interprètes d'infidélité. Et cela arrive quelques fois : le journal Libération (journal), à l'occasion de la libération d'Olivier Dubois (journaliste), dénonce le fixeur qui aurait déclenché la capture du journaliste comme « informateur trouble », puisqu'il travaillait pour toutes les parties en cause. Pourtant, au retour d'Olivier Dubois en France, ce fixeur était toujours dans une prison malienne, et peu de gens se préoccupaient de son sort. Nous, nous cherchons une confiance absolue, une médiation neutre, technique, qui nous laisse entièrement l'appréciation du contact avec l'étranger. Mais alors il ne nous est plus possible de produire quelque chose du politique, car il n'est plus possible d'accéder à la parole singulière des autres, parole non réductible à nos conceptions. Le fixeur, la fixeuse, se situe toujours dans un rapport de pouvoir, ça n'est jamais une médiation, une traduction transparente. Pour comprendre le monde, ils imposent une autre éthique que celle de la fidélité absolue, ils imposent une éthique des intermédiaires, éthique qui permet de passer au delà du risque de trahison.

## Exemples

### Cambodge

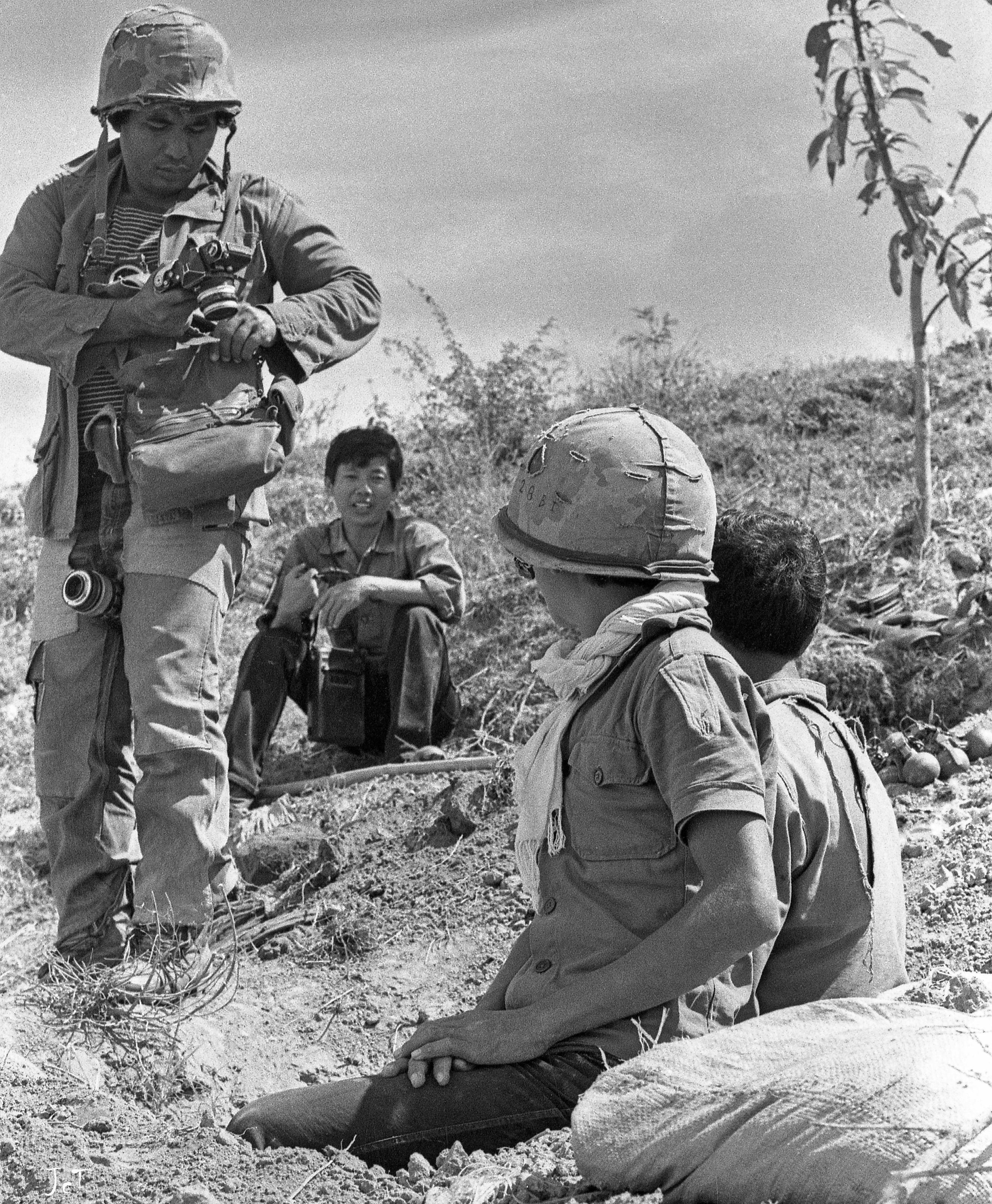
Tea Kim Heang, fixeur de Jean-Christian Tirat (Cambodge, 1975).

En 1975, lors du siège de Phnom Penh par les Khmers rouges, le reporter-photographe cambodgien Dith Pran est le fixeur du journaliste américain Sydney Schanberg. Pris par les Khmers rouges au lendemain de la chute de la ville, il parvint à fuir le pays après quatre années de calvaire. Il inspire le film de Roland Joffé, La Déchirure (The Killing Field). Au moins deux fixeurs cambodgiens ont disparu pendant ces événements : Sou Vichith de l'agence Associated Press et le journaliste Tea Kim Heang ; surnommé « Moonface », ce dernier est notamment l'un des fixeurs du photographe français Jean-Christian Tirat.

### La Cité du mâle
Pour le tournage de La Cité du mâle, documentaire sur la domination masculine dans une banlieue française, produit par Daniel Leconte pour Arte, la boîte de production Doc en stock fait appel aux services d'une fixeuse. En novembre 2010, le documentaire est déprogrammé à la dernière minute, sur une demande de la fixeuse qui affirme « être directement menacée ». La fixeuse, en désaccord éditorial, dénonce par la suite « un reportage instrumentalisé et bidonné ». Le film suscite une polémique sur le traitement des banlieues par la télévision publique,,,. Le 13 octobre 2011, la fixeuse est condamnée à huit mois de prison, dont quatre mois assortis d'un sursis, mise à l'épreuve durant dix-huit mois, pour avoir menacé de mort la réalisatrice Cathy Sanchez.

### Guerre en Irak
Hussein Hanoun al-Saadi est le fixeur de Florence Aubenas en Irak,,.
En 2016, Véronique Robert, spécialiste des terrains de guerre qui effectue avec le journaliste reporter d'images Stéphan Villeneuve un reportage en Irak sur la bataille de Mossoul, destiné au magazine Envoyé spécial, a pour fixeur le Kurde Bakhtiyar Haddad.

### Guerre en Ukraine

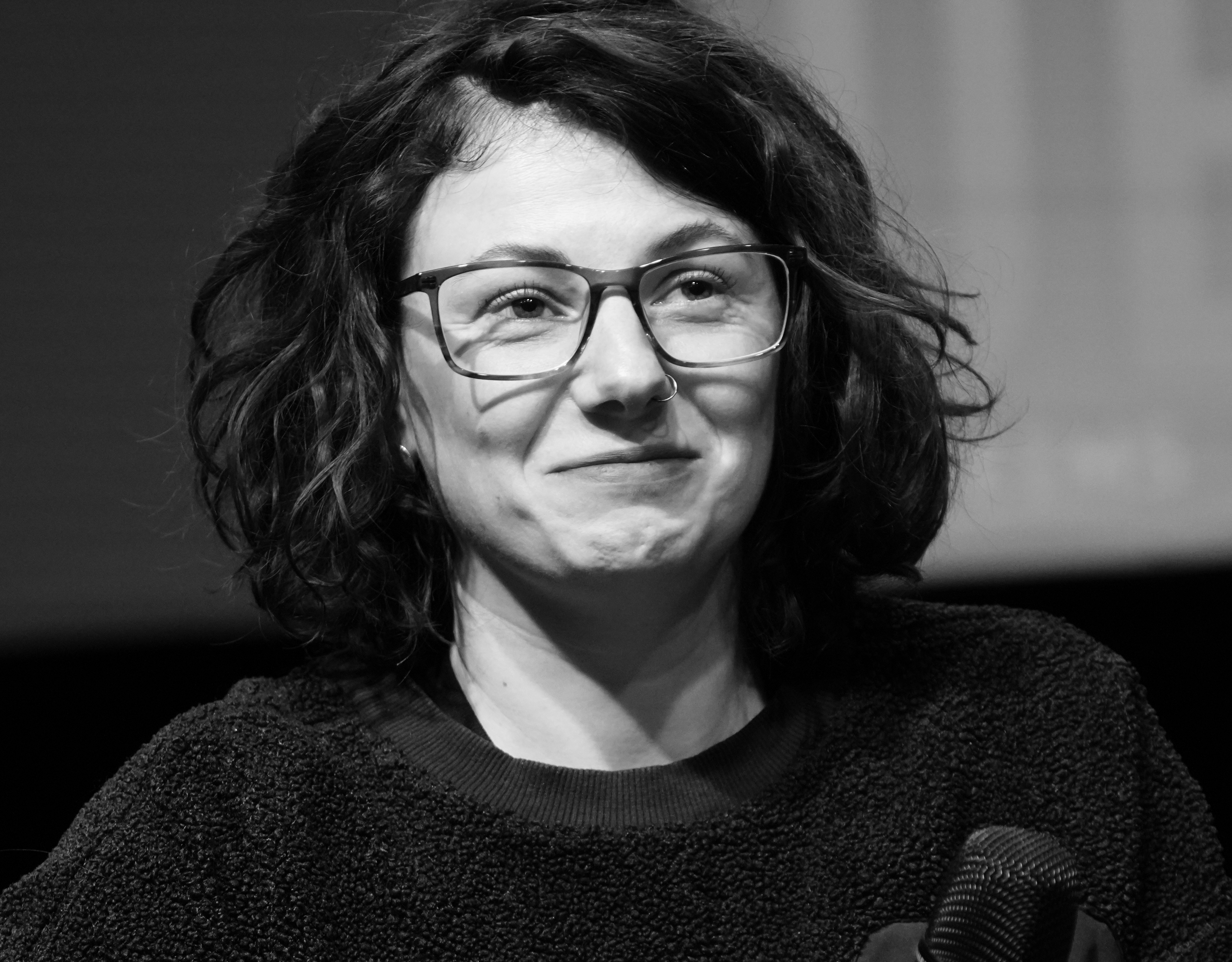
Oksana Leuta, fixeuse pour les journaux occidentaux pendant l'invasion de l'Ukraine par la Russie depuis 2022, ici faisant une conférence au Cellier d'expédition Mumm à Reims. Le 30 mai 2022 elle accompagnait le journaliste reporter d'images de BFMTV Frédéric Leclerc-Imhoff lorsque ce dernier a été tué par l'armée russe, frappé par un éclat d'obus tiré à proximité du camion d'aide humanitaire dans lequel elle et lui circulaient avec Maxime Brandstaetter, un autre journaliste de BFMTV. Décembre 2022.

Lors de l'invasion de l'Ukraine par la Russie depuis 2022, les civils ukrainiens peuvent être amenés à devenir fixeurs afin d'accompagner les journalistes et parfois de leur suggérer des idées de reportage ou de les aider simplement à se déplacer. C'est une activité rémunératrice pour nombre d'entre eux qui ont perdu leur emploi du fait de la guerre.
Les fixeurs ukrainiens sont essentiels pour la couverture médiatique du conflit mené par les Russes. La barrière de la langue est l'une des premières raisons du recours à un fixeur. Les fixeurs sont majoritairement réticents à accompagner les journalistes sur les zones de guerre, comme au Donbass,. L'activité de fixeur sur ce conflit est compliquée par la présence de nombreux journalistes inexpérimentés des zones de guerre.
Au début de la guerre il y a une pénurie de fixeurs, car le front est très étendu, et qu'il y a un afflux de journalistes vers les zones de guerre, mais un recul des civils qui les fuient. Ou bien ces civils rejoignent l'armée ukrainienne. C'est ainsi que Loup Bureau, journaliste français opérant dans le Donbass, a dû renoncer, car il n'avait plus de fixeur, plus de voiture, plus de gilet pare-balles — réquisitionné par l'armée ukrainienne. Son fixeur lui avait dit : « Je ne peux pas continuer à travailler, il faut que j’aille mettre ma copine à l'abri. »
Pour les journalistes français, un bon fixeur est quelqu'un qui parle anglais : peu d'entre eux connaissent l'ukrainien ou le russe, peu d'Ukrainiens parlent français, donc la langue d'échange est l'anglais. C'est ainsi qu'une journaliste de M6 a recruté une femme qui travaillaient auparavant dans la finance, donc qui parle très bien anglais, et qui connait parfaitement le territoire. De plus elle possède une voiture, une de ses missions étant de trouver de l'essence pour véhiculer la journaliste.
Les Français paient leurs fixeurs — qui sont souvent des fixeuses en Ukraine — 200 € par jour. Ils sont handicapés par le fait que les médias anglos-saxons paient beaucoup mieux les fixeurs.
Lors de l'invasion de l'Ukraine par la Russie en 2022, un fixeur ukrainien ayant collaboré avec des équipes de Radio France en Ukraine est enlevé le 5 mars 2022 et torturé durant neuf jours par l'armée russe. Selon ses propres déclarations auprès de Reporters sans frontières (RSF), le fixeur subit la « fusillade de son véhicule », des « séances de torture au couteau et à l’électricité » ainsi que des « coups de crosse de fusils mitrailleurs sur le visage et sur le corps à plusieurs reprises, simulacre d’exécution, privation de nourriture pendant 48 heures »,.
« Les différentes parties de son récit ont été corroborées par des entretiens avec un membre de sa famille, un de ses anciens codétenus, deux journalistes de Radio France. Un collaborateur de RSF l'a accompagné lors de son examen médical, qui a permis de confirmer les traitements subis ». Les informations recueillies par RSF sont transmises à la Cour pénale internationale,.